# Grande Colisor de Elétrons e Pósitrons
LEP, o Grande Colisor de Elétrons e Pósitrons (português brasileiro) ou Grande Colisionador de Electrões e Positões (português europeu),  (em inglês:  Large Electron-Positron collider ) foi um acelerador de partículas construído na Organização Europeia para Investigação Nuclear (CERN) e usado entre 1989 e 2000.
Para a sua acomodação foi construído um túnel de 27 km de circunferência na fronteira entre França e Suíça. Este mesmo túnel abriga hoje o Grande Colisor de Hádrons (português brasileiro) ou Grande Colisionador de Hadrões (português europeu) em inglês o Large Hadron Collider (LHC) do CERN,. No LEP elétrons e pósitrons eram colididos e aniquilados, liberando uma partícula virtual que posteriormente se desintegrava em várias outras partículas. No início de sua operação, a energia de cada feixe era igual a 45 GeV e em 2000 a energia alcançava os 104 GeV. O LEP colidia pacotes de elétrons com outros de positrões, enquanto viajam em sentidos opostos em volta do eu anel, com velocidades perto da velocidade da luz. Quando os grupos das partículas se reúnem, alguns elétrons e positrão aniquilam, criando, para uma fração de um segundo, os estouros de alta energia que ecoam o estado do universo adiantado, mas são completamente inofensivos. 

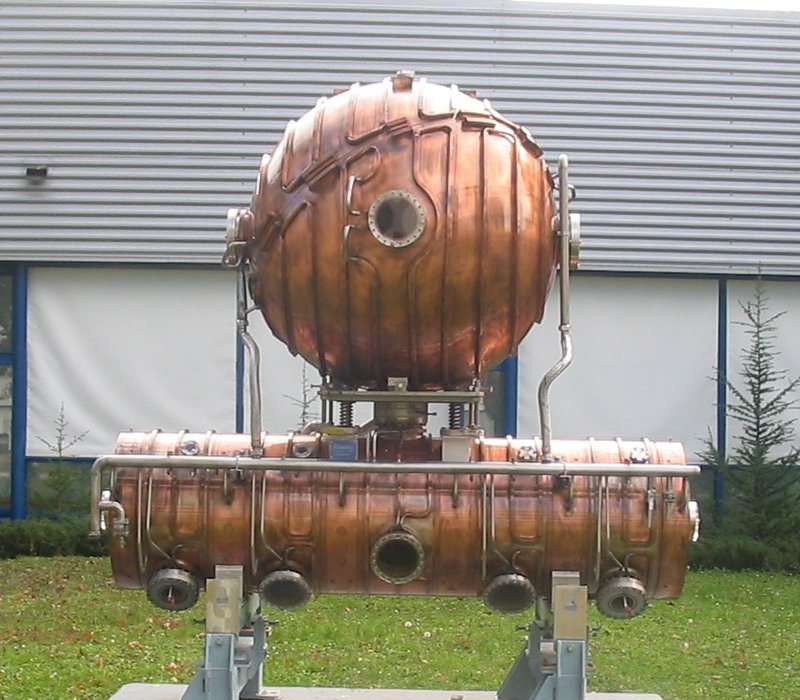
Antiga cavidade de rádio-frequência do LEP

Quatro detetores de grandes dimensões detetavam as trilhas das partículas criadas desta maneira, e forneciam aos físicos os relances do comportamento da matéria com altas energias.
O LEP era uma máquina  com ímãs para guiar os grupos das partículas em um trajeto circular em uma tubulação estreita, de modo que passam repetidamente nas regiões onde são dados pequenos impulsos de aceleração. Esta é a razão porque estas máquinas são chamadas de aceleradores cíclicos.
Os dois tipos de partículas - quatro grupos dos elétrons e quatro grupos dos positrão - viajam em sentidos opostos. Uma vez que as partículas alcançaram a energia máxima, faz-se que os trajetos das partículas se cruzem de modo que os elétrons e os positrons possam colidir nos quatro pontos das experiências do LEP : ALEPH , DELPHI , L3  e OPAL .  Uma vez aceleradas as partículas, o LEP armazena os pacotes permitindo que continuem em volta da máquina por diversas horas, colidindo cada 22 milhões de segundo.
Membros do governo do mundo inteiro reuniram-se no CERN a 9 de Outubro de 2000 para celebrar os 11 anos de utilização do LEP. Dois meses mais tarde começou-se a desmantelar a máquina para que ela ceda o lugar no túnel, ao futuro acelerador ao LHC, e assim lançar a física em novas descobertas.